# Liste von Seen in Tansania
Die Liste von Seen in Tansania enthält alle Seen mit einer Gesamtgröße von über hundert Quadratkilometer, mit denen Tansania eine Küstenlinie hat, einige ausgewählte kleinere Seen, sowie die größten Stauseen.

## Übersicht
Tansania hat viele Seen, über sechs Prozent der Gesamtfläche, das sind mehr als 60.000 Quadratkilometer, sind Wasserflächen. Die drei großen Seen (Victoriasee, Tanganjikasee und Malawisee) liegen an der Grenze von Tansania und somit auch in anderen Staaten. Der Tanganjikasee und der Malawisee liegen im Großen Afrikanischen Grabenbruch und sind sehr tief. Recht flach sind hingegen der Victoriasee, der Rukwasee und der Eyasisee. Rukwasee, Eyasisee und Natronsee sind abflusslose Seen, deren Größe stark von den Niederschlägen abhängt.
Die Stauseen wurden zur Versorgung mit Wasser von Haushalten, der Bewässerung der Felder, als Hochwasserschutz und zur Erzeugung elektrischer Energie errichtet. In etwa die Hälfte der Stauseen wurden auch Fische ausgesetzt. Im Jahr 1966 wurden bereits 490 Stauseen beschrieben, damals war das Nyumba ya Mungu Reservoir der größte. Mit der Eröffnung des Mtera-Dammes im Jahr 1980 wurde der Mtera-Stausee zum größten Stausee Tansanias.

## Liste der natürlichen Seen
| Name          | Größe [km2] | Tiefe [m] | Seehöhe [m] | angrenzende Staaten              | Foto | Anmerkung |
| ------------- | ----------- | --------- | ----------- | -------------------------------- | ---- | --- |
| Victoriasee   | 69.484      | 82        | 1134        | Tansania Kenia Uganda            |      | Der Victoriasee ist der größte See in Afrika und der zweitgrößte See der Erde. Er ist auch der wichtigste Wasserspeicher des Nil. |
| Tanganjikasee | 32.900      | 1436      | 767         | Tansania DR Kongo Burundi Sambia |      | Der Tanganjikasee ist der zweitgrößte See in Ostafrika. Mit 660 Kilometern ist er der längste See der Erde und mit 1436 Metern der zweittiefste. |
| Malawisee     | 29.604      | 704       | 472         | Tansania Malawi Mosambik         |      | Der Malawisee ist der drittgrößte See in Ostafrika. Er ist auch wegen seiner vielfältigen Buntbarsche bekannt. |
| Rukwasee      | 2600        | 3         | 800         | Tansania                         |      | Der Rukwasee ist ein abflussloser See, dessen Größe abhängig von den Niederschlägen im Einzugsgebiet stark schwankt. |
| Eyasisee      | 1050        | 10        | 1040        | Tansania                         |      | Der Eyasisee ist ein abflussloser alkalischer See, der von vielen Flamingos bewohnt wird. An seinen Ufern lebt die Ethnie der Hadzabe, die als letzte Sammler und Jäger in Tansania gelten.                                                                                      |
| Natronsee     | 600         | 3         | 610         | Tansania Kenia                   |      | Der Natronsee ist wegen seines warmen Wassers eine ideale Brutstätte für Flamingos. Wegen der in ihm lebenden Mikroorganismen kann er rötlich gefärbt sein. |
| Sulungasee    | 360         |           | 850         | Tansania                         |      | Der Sulungasee ist ein salzhaltiger See, der in Trockenzeiten komplett austrocknen kann. Er wird auch als Bahi-Sumpf bezeichnet. |
| Manyarasee    | 320         | 4         | 961         | Tansania                         |      | Der See ist das Zentrum des nach ihm benannten Nationalparks, der große Herden von Elefanten und 400 Vogelarten beherbergt. |
| Kitangirisee  | 105         | 5         | 800         | Tansania                         |      | Der See liegt in einem 1200 Quadratkilometer großen Sumpfgebiet und seine Größe schwankt stark. Er erreicht eine maximale Länge von 40 und eine Breite von 12 Kilometern. Die größten Zuflüsse sind Wembere und Manonga, der Abfluss ist der Sibiti, der in den Eyasisee fließt. |
| Mujunjusee    | 80          | 11        | 1280        | Tansania                         |      | Der See in der Region Kagera ist fünfzehn Kilometer lang und bis zu sechs Kilometer breit und wird auch Rwakajunju genannt. |
| Burigisee     | 70          | 8         | 1150        | Tansania                         |      | Der See ist 18 Kilometer lang und vier Kilometer breit. Der größte Zubringerfluss ist der 108 Kilometer lange Ruiza. |
| Balangidasee  | 60          |           | 1800        | Tansania                         |      | Dieser 14 Kilometer lange und bis zu 3,5 Kilometer breite See liegt in einem tiefen Trogtal, das im Norden und Süden steil auf 2000 Meter ansteigt. Im Süden befindet sich direkt angrenzend der Berg Hanang mit 3814 Metern.                                                    |
| Mansisee      | 39          |           |             | Tansania                         |      | Der 14 Kilometer lange und vier Kilometer breite See liegt südlich von Daressalam. Er ist stark von Pflanzen bewachsen und speist den Fluss Mbezi. |
| Burungisee    | 38          |           |             | Tansania                         |      | Der 11 Kilometer lange und 5 Kilometer breite See liegt südöstlich des Manyarasee umgeben vom Tarangire-Nationalpark. Der größte Zubringerfluss ist der Tarangire. |
| Ikimbasee     | 35          | 4         | 1150        | Tansania                         |      | Der sechs Kilometer lange See liegt im Nordwesten Tansanias in der Region Kagera. |
| Jipesee       | 28          |           | 704         | Tansania Kenia                   |      | Der größte Zubringerfluss des Jipesee ist der Lumi, der am Kilimandscharo entspringt. |
| Bisongusee    | 22          | 9         |             | Tansania                         |      | Der 15 Kilometer lange und maximal fünf Kilometer breite See liegt in der Region Kagera im Kimisi Wildreservat. |
| Babatisee     | 21          | 5         | 1345        | Tansania                         |      | Dieser flache See liegt rund 200 Kilometer südwestlich von Arusha. Seine Größe schwankt stark. |
| Ambussel-See  | 19          |           | 941         | Tansania                         |      | Der 6 Kilometer lange und 4,5 Kilometer breite See liegt rund 100 Kilometer südlich des Kilimandscharo. |
| Chala-See     | 4,2         | 90        | 877         | Tansania Kenia                   |      | Der Chala-See ist ein Kratersee an der Südostflanke des Kilimandscharo und an der Grenze zu Kenia. |
| Ngozi-See     | 3           | 75        | 2073        | Tansania                         |      | Dieser Kratersee liegt 38 Kilometer südlich von Mbeya in der Caldera des erloschenen Vulkans Ngozi. |
| Duluti-See    | 0,6         | 9         | 1276        | Tansania                         |      | Der Kratersee liegt nahe dem Arusha-Nationalpark. |

## Liste der Stauseen
| Name            | Dammlänge [m] | Dammhöhe [m] | Volumen [Mio. m3] | Baujahr | Energie [MW] | Foto | Anmerkung |
| --------------- | ------------- | ------------ | ----------------- | ------- | ------------ | ---- | --- |
| Mtera           | 260           | 45           | 3200              | 1980    | 80           |      | Der Mtera Damm ist der größte Staudamm in Tansania. Er staut den Fluss Ruaha. Beim Höchststand hat der Stausee eine Größe von 605 Quadratkilometer. |
| Kidatu          | 350           | 175          | 125               | 1975    | 200          |      | Kidatu ist ein Staudamm am Fluss Ruaha. Die Phase I mit 100 MW Leistung wurde 1975 fertiggestellt, ein Ausbau auf 200 MW erfolgte 1980.             |
| Kihansi         | 200           | 25           | 1                 | 2000    | 180          |      | Kihansi ist ein Laufkraftwerk am Fluss Kihansi. |
| Pangani         |               | 10           |                   | 1995    | 68           |      | Der Damm staut den Fluss Pangani und wurde 1964 mit 21 MW in Betrieb genommen.                                                                      |
| Nyumba ya Mungu | 400           | 43           | 600               | 1966    | 8            |      | Der Damm wurde hauptsächlich als Hochwasserschutz und zur Bewässerung von Ackerland gebaut.                                                         |
| Hale            |               |              |                   | 1964    | 21           |      | Das Kraftwerk nutzt einen 70 Meter hohen Wasserfall des Flusses Pangani.                                                                            |

## Belege
1. ↑  FAO, Tanzania. Abgerufen am 28. Mai 2020.
2. ↑  Status of fish stocks and fisheries of thirteen medium-sized African reservoirs. Abgerufen am 28. Mai 2020.
3. ↑  Lake Victoria | Size, Map, Countries, & Facts. Abgerufen am 26. Mai 2020 (englisch).
4. ↑  Lake Tanganyika | lake, Africa. Abgerufen am 27. Mai 2020 (englisch).
5. ↑  Lake Tanganyika - New World Encyclopedia. Abgerufen am 27. Mai 2020.
6. ↑  Lake Nyasa | Geography, Ecology, & Facts. Abgerufen am 26. Mai 2020 (englisch).
7. ↑  Lake Rukwa | lake, Tanzania. Abgerufen am 27. Mai 2020 (englisch).
8. ↑  Lake Eyasi | lake, Tanzania. Abgerufen am 27. Mai 2020 (englisch).
9. ↑  Lake Eyasi. In: Tanzania Adventure. Abgerufen am 27. Mai 2020 (amerikanisches Englisch).
10. ↑  Lake Eyasi. In: African Special Tours. Abgerufen am 28. Mai 2020 (deutsch).
11. ↑  Lake Natron | lake, Tanzania. Abgerufen am 27. Mai 2020 (englisch).
12. ↑  Maps for the World, Map 500k--xa37-3. Russian Army Maps, abgerufen am 28. Mai 2020 (russisch).
13. ↑  Lake Natron, Tanzania. 10. April 2006, abgerufen am 28. Mai 2020 (englisch).
14. ↑  Joyce A. Quinn, Susan L. Woodward: Earth's Landscape: An Encyclopedia of the World’s Geographic Features [2 volumes]: An Encyclopedia of the World’s Geographic Features. ABC-CLIO, 2015, ISBN 978-1-61069-446-9 (google.at [abgerufen am 28. Mai 2020]).
15. ↑  The Project on the Revision of National Irrigation Master Plan. (PDF) United Republic of Tanzania, Juli 2018, S. B-3-1, abgerufen am 28. Mai 2020.
16. ↑  Maps for the World, Map 500k--xb36-4. Russian Army Maps, abgerufen am 28. Mai 2020 (russisch).
17. ↑  Lake Manyara | lake, Tanzania. Abgerufen am 28. Mai 2020 (englisch).
18. ↑  Daniela Eiletz-Kaube: Lake Manyara National Park. In: Safari Insider. Abgerufen am 28. Mai 2020 (deutsch).
19. ↑  Maps for the World, Map 500k--xa36-4. Russian Army Maps, abgerufen am 28. Mai 2020 (russisch).
20. ↑  Lake Manyara Safaris. Abgerufen am 28. Mai 2020 (amerikanisches Englisch).
21. ↑  J.-P. vanden Bossche, G. M. Bernacsek: Source Book for the Inland Fishery Resources of Africa. Food & Agriculture Org., 1990, ISBN 978-92-5102983-1, S. 226 (google.at [abgerufen am 28. Mai 2020]).
22. ↑  J.-P. vanden Bossche, G. M. Bernacsek: Source Book for the Inland Fishery Resources of Africa. Food & Agriculture Org., 1990, ISBN 978-92-5102983-1, S. 229 (google.at [abgerufen am 28. Mai 2020]).
23. ↑  R. H. Hughes: A Directory of African Wetlands. IUCN, 1992, ISBN 978-2-88032-949-5, S. 256 (google.at [abgerufen am 28. Mai 2020]).
24. 1 2  J.-P. vanden Bossche, G. M. Bernacsek: Source Book for the Inland Fishery Resources of Africa. Food & Agriculture Org., 1990, ISBN 978-92-5102983-1, S. 221 (google.at [abgerufen am 28. Mai 2020]).
25. ↑  R. H. Hughes: A Directory of African Wetlands. IUCN, 1992, ISBN 978-2-88032-949-5, S. 262 (google.at [abgerufen am 28. Mai 2020]).
26. ↑  Lake Mansi. Abgerufen am 28. Mai 2020.
27. ↑  J.-P. vanden Bossche, G. M. Bernacsek: Source Book for the Inland Fishery Resources of Africa. Food & Agriculture Org., 1990, ISBN 978-92-5102983-1, S. 227 (google.at [abgerufen am 28. Mai 2020]).
28. ↑  Lake Burungi. Abgerufen am 28. Mai 2020.
29. ↑  J.-P. vanden Bossche, G. M. Bernacsek: Source Book for the Inland Fishery Resources of Africa. Food & Agriculture Org., 1990, ISBN 978-92-5102983-1, S. 222 (google.at [abgerufen am 28. Mai 2020]).
30. ↑  Lake Ikimba. Abgerufen am 28. Mai 2020.
31. ↑  J.-P. vanden Bossche, G. M. Bernacsek: Source Book for the Inland Fishery Resources of Africa. Food & Agriculture Org., 1990, ISBN 978-92-5102983-1, S. 223–224 (google.at [abgerufen am 28. Mai 2020]).
32. ↑  R. H. Hughes: A Directory of African Wetlands. IUCN, 1992, ISBN 978-2-88032-949-5, S. 263 (google.at [abgerufen am 28. Mai 2020]).
33. ↑  Maps for the World, Map 500k--xa37-3. Russian Army Maps, abgerufen am 28. Mai 2020 (russisch).
34. ↑  Lake Bisongu. Abgerufen am 28. Mai 2020.
35. ↑  René P. Mbanguka, Steve W. Lyon, Karin Holmgren, Marc Girons Lopez and
Jerker Jarsjö: Water Balance and Level Change of Lake Babati, Tanzania: Sensitivity to Hydroclimatic Forcings. (PDF) 5. Dezember 2016, S. 3, abgerufen am 28. Mai 2020.
36. 1 2  J.-P. vanden Bossche, G. M. Bernacsek: Source Book for the Inland Fishery Resources of Africa. Food & Agriculture Org., 1990, ISBN 978-92-5102983-1 (google.at [abgerufen am 28. Mai 2020]).
37. ↑  Ambussel-See. Abgerufen am 28. Mai 2020.
38. ↑  Lake Chala - a crater in the shadow of Kili. 20. Januar 2016, abgerufen am 28. Mai 2020 (amerikanisches Englisch).
39. ↑  Maps for the World, Map 500k--xa37-3. Russian Army Maps, abgerufen am 28. Mai 2020 (russisch).
40. ↑  Lake Ngosi, Tanzania Tourism. Abgerufen am 28. Mai 2020.
41. ↑  TANESCO - Mtera. Abgerufen am 28. Mai 2020.
42. ↑  TANESCO - Kidatu. Abgerufen am 28. Mai 2020.
43. ↑  TANESCO - Kihansi. Abgerufen am 28. Mai 2020.
44. ↑  Lower Kihansi Hydropower Dam and Reservoir Project. Abgerufen am 28. Mai 2020 (britisches Englisch).
45. ↑  TANESCO - Pangani Hydro System. Abgerufen am 28. Mai 2020.
46. ↑  TANESCO - Nyumba ya Mungu. Abgerufen am 28. Mai 2020.
47. ↑  TANESCO - Hale. Abgerufen am 28. Mai 2020.